# Baccharis curitybensis
Baccharis curitybensis là một loài thực vật có hoa trong họ Cúc. Loài này được Heering mô tả khoa học đầu tiên năm 1933.